# أولاد زيغم
أولاد زيغم هي قرية جزائرية تابعة لبلدية الأوريسية: الكائنة بدائرة عين أرنات، بولاية سطيف